# Nouvelle-Zélande aux Jeux olympiques d'été de 1956
La Nouvelle-Zélande participe aux Jeux olympiques d'été de 1956 à Melbourne en Australie. 53 athlètes néo-zélandais ont participé dans 9 sports.
Le pays remporte notamment deux médailles d'or en athlétisme avec Norman Read sur 50 km marche et en voile avec l’équipage Cropp/Mander en dériveur monotype.

## Médailles
| Sport      | Discipline         | Athlète(s)                | Performance     | Date        |
| ---------- | ------------------ | ------------------------- | --------------- | ----------- |
| Athlétisme | 50km marche hommes | Norman Read               | 4 h 30 min 43 s | 24 novembre |
| Voile      | Sharpie 12 m2      | Jack Cropp / Peter Mander | 6086 points     | 5 décembre  |

## Résultats

### Aviron
| Athlète(s)                                                          | Compétition                 | Série  | Série | Repêchage | Repêchage | Demi-finale | Demi-finale | Finale  | Finale  |
| Athlète(s)                                                          | Compétition                 | Temps  | Rang  | Temps     | Rang      | Temps       | Rang        | Temps   | Rang    |
| ------------------------------------------------------------------- | --------------------------- | ------ | ----- | --------- | --------- | ----------- | ----------- | ------- | ------- |
| James Hill                                                          | Skiff                       | 7:30.1 | 3 R   | 8:29.9    | 1 SA/B    | 9:12.5      | 3           | Éliminé | Éliminé |
| Reg Douglas Bob Parker                                              | Deux de couple sans barreur | 7:32.6 | 1 QS  | Bye       | Bye       | 8:44.7      | 3           | Éliminé | Éliminé |
| Peter Lucas Ray Laurent Donald Gemmell Allan Tong + Colin Johnstone | Quatre barré                | 7:16.2 | 3 R   | 7:16.6    | 1 QS      | 8:30.7      | 4           | Éliminé | Éliminé |

### Athlétisme

#### Hommes
| Athlète         | Épreuve      | Premier tour (ou tour préliminaire) | Premier tour (ou tour préliminaire) | Repêchage (ou premier tour) | Repêchage (ou premier tour) | Demi-finale | Demi-finale | Finale    | Finale                         |
| Athlète         | Épreuve      | Temps                               | Rang                                | Temps                       | Rang                        | Temps       | Rang        | Temps     | Rang                           |
| --------------- | ------------ | ----------------------------------- | ----------------------------------- | --------------------------- | --------------------------- | ----------- | ----------- | --------- | ------------------------------ |
| Maurice Rae     | 100 m        | 10.7                                | 1 Q                                 | 10.6                        | 3 Q                         | 10.5        | 4           | Éliminé   | Éliminé                        |
| Maurice Rae     | 200 m        | 21.4                                | 2 Q                                 | 22.0                        | 2 Q                         | 21.5        | 6           | Éliminé   | Éliminé                        |
| Murray Halberg  | 1 500 m      | 3:57.2                              | 4 Q                                 | NC                          | NC                          | NC          | NC          | 3:45.2    | 11                             |
| Neville Scott   | 1 500 m      | 3:48.0                              | 1 Q                                 | NC                          | NC                          | NC          | NC          | 3:42.8    | 7                              |
| Norman Read     | 50 km marche | NC                                  | NC                                  | NC                          | NC                          | NC          | NC          | 4:30:42.8 | Médaille d'or, Jeux olympiques |
| Albert Richards | Marathon     | NC                                  | NC                                  | NC                          | NC                          | NC          | NC          | 2:41:34   | 17                             |

#### Femmes
| Athlète         | Épreuve    | Premier tour (ou tour préliminaire) | Premier tour (ou tour préliminaire) | Repêchage (ou premier tour) | Repêchage (ou premier tour) | Demi-finale | Demi-finale | Finale  | Finale  |
| Athlète         | Épreuve    | Temps                               | Rang                                | Temps                       | Rang                        | Temps       | Rang        | Temps   | Rang    |
| --------------- | ---------- | ----------------------------------- | ----------------------------------- | --------------------------- | --------------------------- | ----------- | ----------- | ------- | ------- |
| Margaret Stuart | 80 m haies | 11.3                                | 3 Q                                 | NC                          | NC                          | 11.3        | 6           | Éliminé | Éliminé |
| Margaret Stuart | 100 m      | 12.3                                | 3                                   | NC                          | NC                          | Éliminé     | Éliminé     | Éliminé | Éliminé |

| Athlète        | Épreuve          | Qualification | Qualification | Finale      | Finale |
| Athlète        | Épreuve          | Performance   | Rang          | Performance | Rang   |
| -------------- | ---------------- | ------------- | ------------- | ----------- | ------ |
| Mary Donaghy   | Saut en hauteur  | 1.58          | =7 Q          | 1.67        | 7      |
| Valerie Sloper | Lancer du poids  | 13.03         | 14 Q          | 15.34       | 5      |
| Beverly Weigel | Saut en longueur | 5.79          | 7 Q           | 5.85        | 7      |

### Boxe
Deux boxeurs sont engagés dans le tournoi mais sont éliminés dès leur premier combat
- Paddy Donovan en catégorie légers (-60 kg) : il s'incline aux points face au Japonais Toshihito Ishimaru
- Graham Finlay en catégorie welters (-67 kg) : il s'incline aux points face à l'Australien Kevin Hogarth

### Cyclisme
| Épreuve               | Engagés                                             | Performance                                |
| --------------------- | --------------------------------------------------- | ------------------------------------------ |
| Kilomètre             | Warwick Dalton                                      | 8e (1:12.6)                                |
| Sprint                | Warren Johnston                                     | battu en demi-finale puis en petite finale |
| Tandem                | Ritchie Johnston Warren Johnston                    | éliminés en quart de finale                |
| Poursuite par équipes | Warwick Dalton Donald Eagle Bruce Kent Neil Ritchie | éliminés en quart de finale                |

### Haltérophilie
| Athlète    | Compétition   | Presse militaire | Presse militaire | Arraché  | Arraché | Épaulé-jeté | Épaulé-jeté | Total    | Rang |
| Athlète    | Compétition   | Résultat         | Rang             | Résultat | Rang    | Résultat    | Rang        | Total    | Rang |
| ---------- | ------------- | ---------------- | ---------------- | -------- | ------- | ----------- | ----------- | -------- | ---- |
| Hugh Jones | Plus de 90 kg | 125 kg           | 8e               | 122,5 kg | 7e      | 150 kg      | 8e          | 397,5 kg | 8e   |

### Hockey sur gazon
L'équipe masculine de hockey sur gazon de Nouvelle-Zélande a fait ses débuts olympiques à Melbourne. Avant 1956, la seule équipe internationale de hockey contre laquelle la Nouvelle-Zélande avait joué, hormis l'Australie, était celle de l'Inde.
Équipe
| John Abrams Ivan Armstrong Keith Cumberpatch Archie Currie David Goldsmith Noel Hobson Reginald Johansson | Brian Johnston Murray Loudon Guy McGregor Bill Schaefer Bruce Turner Jack Tynan |

| Épreuve          | Phase éliminatoire  | Phase éliminatoire  | Phase éliminatoire  | Phase éliminatoire | Matchs de classement | Matchs de classement | Matchs de classement | Rang |
| Épreuve          | Adversaire Résultat | Adversaire Résultat | Adversaire Résultat | Rang               | Adversaire Résultat  | Adversaire Résultat  | Adversaire Résultat  | Rang |
| ---------------- | ------------------- | ------------------- | ------------------- | ------------------ | -------------------- | -------------------- | -------------------- | ---- |
| Tournoi masculin | Allemagne D 5 - 4   | Pakistan D 5 - 1    | Argentine V 3 - 0   | 3e                 | Singapour V 13 - 0   | Australie D 1 - 0    | Belgique V 3 - 2     | 6e   |

### Lutte
Le lutteur John da Silva participe au tournoi de lutte libre dans la catégorie des poids lourds : il s'incline sur un score de 0 à 3 dans ses deux confrontations initiales face au Russe Ivan Vykhristyuk et à l'Iranien Hussain Noori.

### Natation

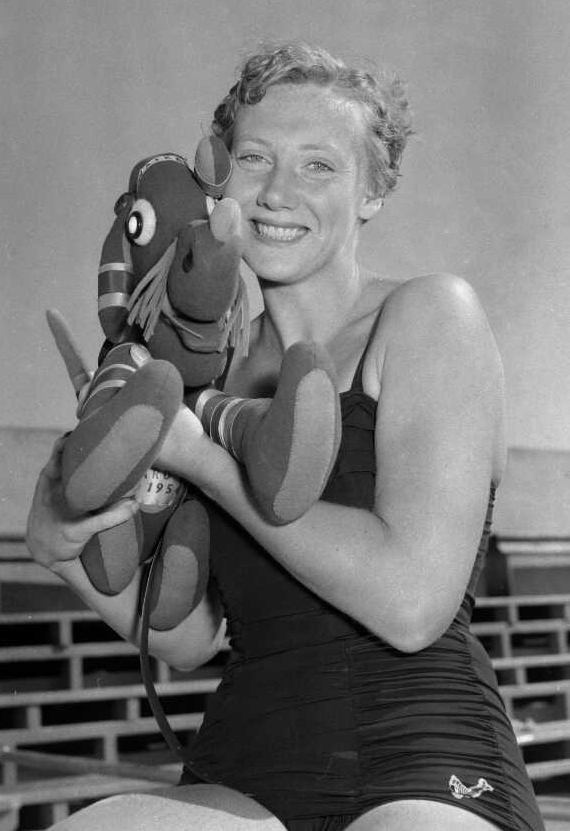
Marrion Roe en 1955

La Nouvelle-Zélande envoie une délégation de 5 nageurs dont cinq nageuses ; seule Marrion Roe est finaliste sur l'épreuve du 100m nage libre avec une septième place qui verra le sacre des Australiennes et un nouveau record du monde pour Dawn Fraser.
Jean Stewart, médaillée de bronze du 100 mètres dos aux Jeux olympiques d'été de 1952 est éliminée dès les séries.
| Athlète          | Épreuve          | Séries | Séries | Demi-finale | Demi-finale | Finale  | Finale  |
| Athlète          | Épreuve          | Temps  | Rang   | Temps       | Rang        | Temps   | Rang    |
| ---------------- | ---------------- | ------ | ------ | ----------- | ----------- | ------- | ------- |
| Winifred Griffin | 100 m nage libre | 1:10.4 | 32     | Éliminé     | Éliminé     | Éliminé | Éliminé |
| Winifred Griffin | 400 m nage libre | 5:31.0 | 18     | NC          | NC          | Éliminé | Éliminé |
| Marrion Roe      | 100 m nage libre | 1:05.9 | 8 Q    | 1:05.3      | 4 Q         | 1:05.6  | 7       |
| Marrion Roe      | 400 m nage libre | 5:18.5 | 13     | NC          | NC          | Éliminé | Éliminé |
| Philippa Gould   | 100 m dos        | 1:17.5 | =18    | NC          | NC          | Éliminé | Éliminé |
| Jean Stewart     | 100 m dos        | 1:15.5 | 10     | NC          | NC          | Éliminé | Éliminé |

| Athlète         | Épreuve   | Séries | Séries | Demi-finale | Demi-finale | Finale  | Finale  |
| Athlète         | Épreuve   | Temps  | Rang   | Temps       | Rang        | Temps   | Rang    |
| --------------- | --------- | ------ | ------ | ----------- | ----------- | ------- | ------- |
| Lincoln Hurring | 100 m dos | 1:07.5 | 17     | Éliminé     | Éliminé     | Éliminé | Éliminé |

### Voile

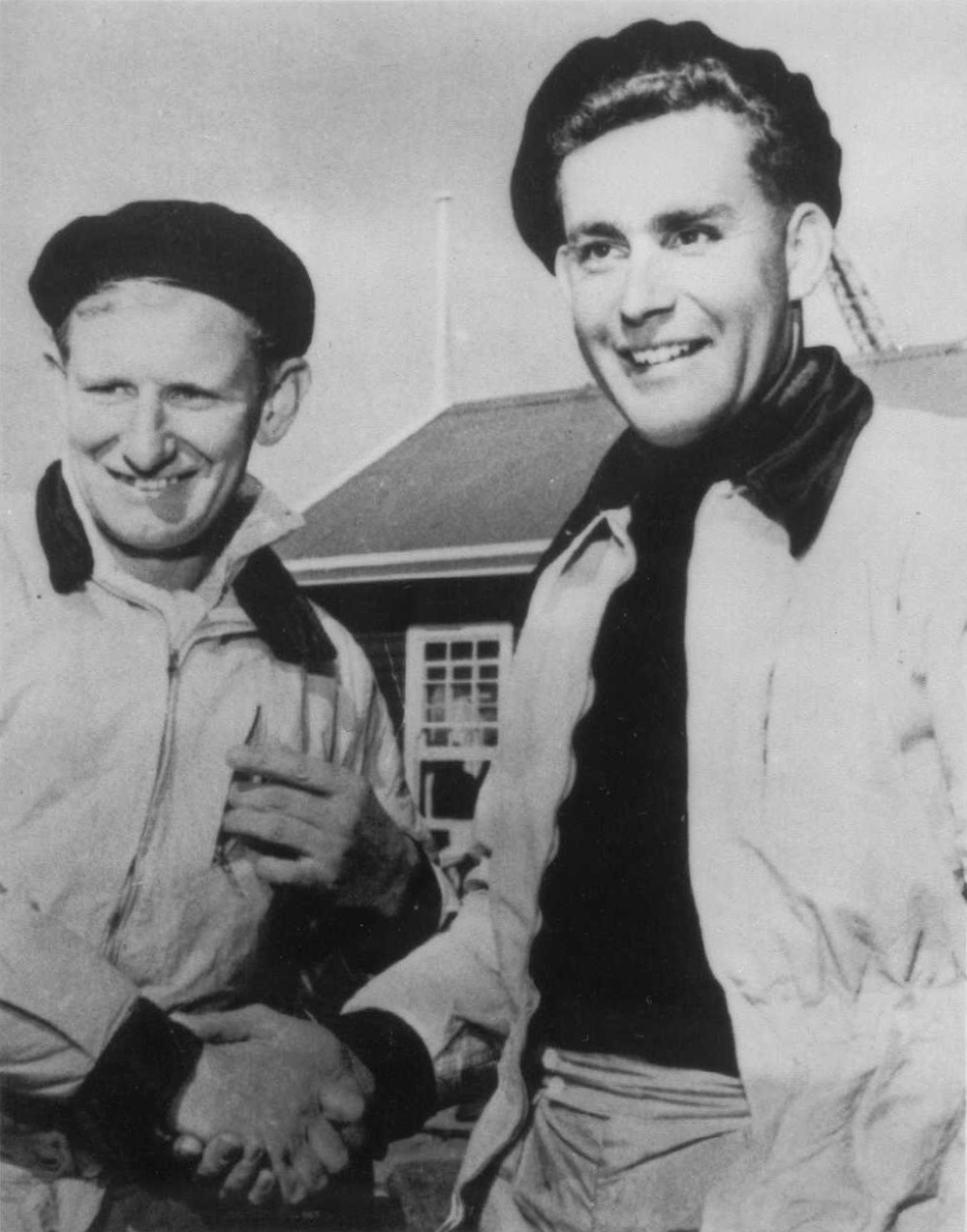
Jack Cropp et Peter Mander en 1956

| Équipe                                               | Compétition   | Course | Course | Course | Course | Course | Course | Course | Total points | Rang final |
| Équipe                                               | Compétition   | 1      | 2      | 3      | 4      | 5      | 6      | 7      | Total points | Rang final |
| ---------------------------------------------------- | ------------- | ------ | ------ | ------ | ------ | ------ | ------ | ------ | ------------ | ---------- |
| Jack Cropp Peter Mander                              | 12 m² Sharpie | 914    | 1215   | 516    | 613    | 1215   | 1215   | 914    | 6086         | 1er        |
| Albert Cuthbertson Robert Stewart William Swinnerton | Dragon        | 351    | 0 DSQ  | 129    | 828    | 305    | 0 DSQ  | 402    | 2015         | 12         |